# Maximiliane von Oriola
La comtessa Maximiliane –Maxe– Maria Catharina von Oriola (de soltera von Arnim; nascuda el 23 d'octubre de 1818 a Bärwalde i morta el 31 de desembre de 1894 a Schöneberg) va ser una salonnière berlinesa del segle xix.

## Biografia
Maximiliane von Oriola era filla dels poetes Achim i Bettina von Arnim. Va créixer al castell de Wiepersdorf, al Marcgraviat de Brandenburg, i a Berlín. A la dècada de 1840 va tenir un paper social a la cort del rei Frederic Guillem IV de Prússia. De fet, fou amiga íntima del cosí del rei, el príncep Waldemar de Prússia. També tingué relació amb el príncep Felix von Lichnowsky, un estadista.
El 28 de juny de 1853 es va casar a Wiepersdorf amb l'oficial prussià Eduard von Oriola, amb qui va viure a Bonn del 1853 al 1856. S'instal·là a Berlín amb la família durant els anys següents i després a Coblença i a Breslau, seguint les destinacions militars del seu marit. Ja en aquella època va tenir un saló a Berlín.
No es va tornar a casar després de quedar vídua el 1862; es va dedicar a l'assistència dels malalts durant les guerres d'unificació alemanya i va crear la fundació «Invalidendank». Més tard es va incorporar al comitè de l'Associació per a dones i noies i va ser condecorada amb l'Ordre de Louise (primer de la classe de guerra, després de la classe de pau) el 1866 i 1873/74. Estigué emparentada amb moltes altres salonnières de l'època, com Hedwig von Olfers.
Està enterrada al cementiri catòlic de la catedral de Santa Edwige. La seva tomba que consta de dues lloses monumentals encara existeix.

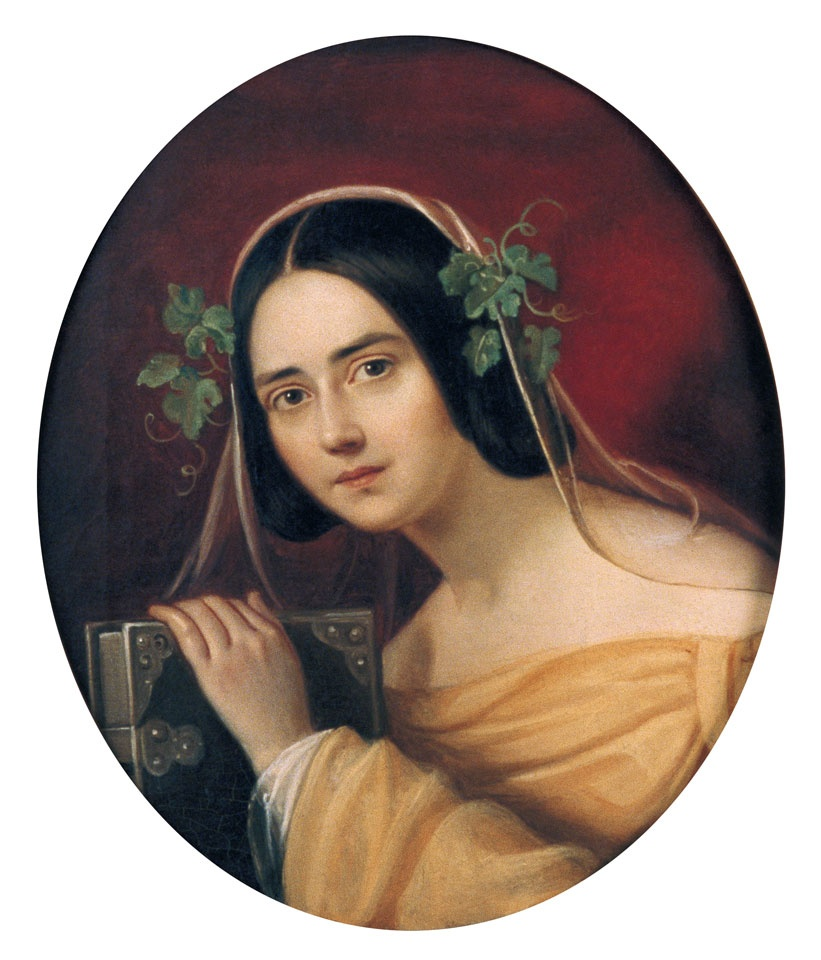
Maximiliane von Arnim von Oriola, pintada per Caroline Bardua

## Família
Per part de la seva mare, Maximiliane era neboda de Friedrich Karl i Gunda de Savigny, i de Clemens Brentano. També era neta de Maximiliane von La Roche. Eren cosins seus el filòsof Franz Brentano i l'economista i reformador social Lujo Brentano.
Es va casar el 1853 a Wiepersdorf, amb qui seria el general prussià Eduard von Oriola, amb qui tingué cinc fills.

## Salonnière
Després de la mort del seu marit, la comtessa Oriola es va traslladar de nou a Berlín l'any 1866, any de la guerra austro-prussiana, on va mantenir el seu saló dels divendres des de la dècada de 1870, que a poc a poc esdevingué una institució consolidada en la societat berlinesa. El seu saló –que estigué primer a Bellevuestraße, a partir de 1872 a Potsdamer Straße, i finalment a Bülowstraße a la dècada de 1880– s'orientà, com el de la comtessa Schleinitz, cap a la literatura i la música, però tanmateix comptà amb molts polítics entre els seus habituals, fet que està lligat a la situació especial de Berlín com a nova capital de l'Imperi després de 1871. A més d'artistes i intel·lectuals, eren sobretot els cercles de la cort els que hi estaven fortament representats, els ajudants generals de l'emperador així com les dames de companyia de l'emperadriu.

## Assistents habituals
El seu saló tingué un caràcter culte, burgès i de finals del període Biedermeier, un fet que sens dubte està relacionat amb els seus orígens familiars en una família de poetes i a la seva socialització al Vormärz. Encara que ella mateixa va néixer noble i comtessa, el seu saló representà més aviat la tradició burgesa i romàntica dels salons més que no pas la tradició noble i cortesana, encara que casa seva atragués molts aristòcrates i prínceps. Va tancar a principis de la dècada de 1890.

Entre els assistents habituals hi havia:

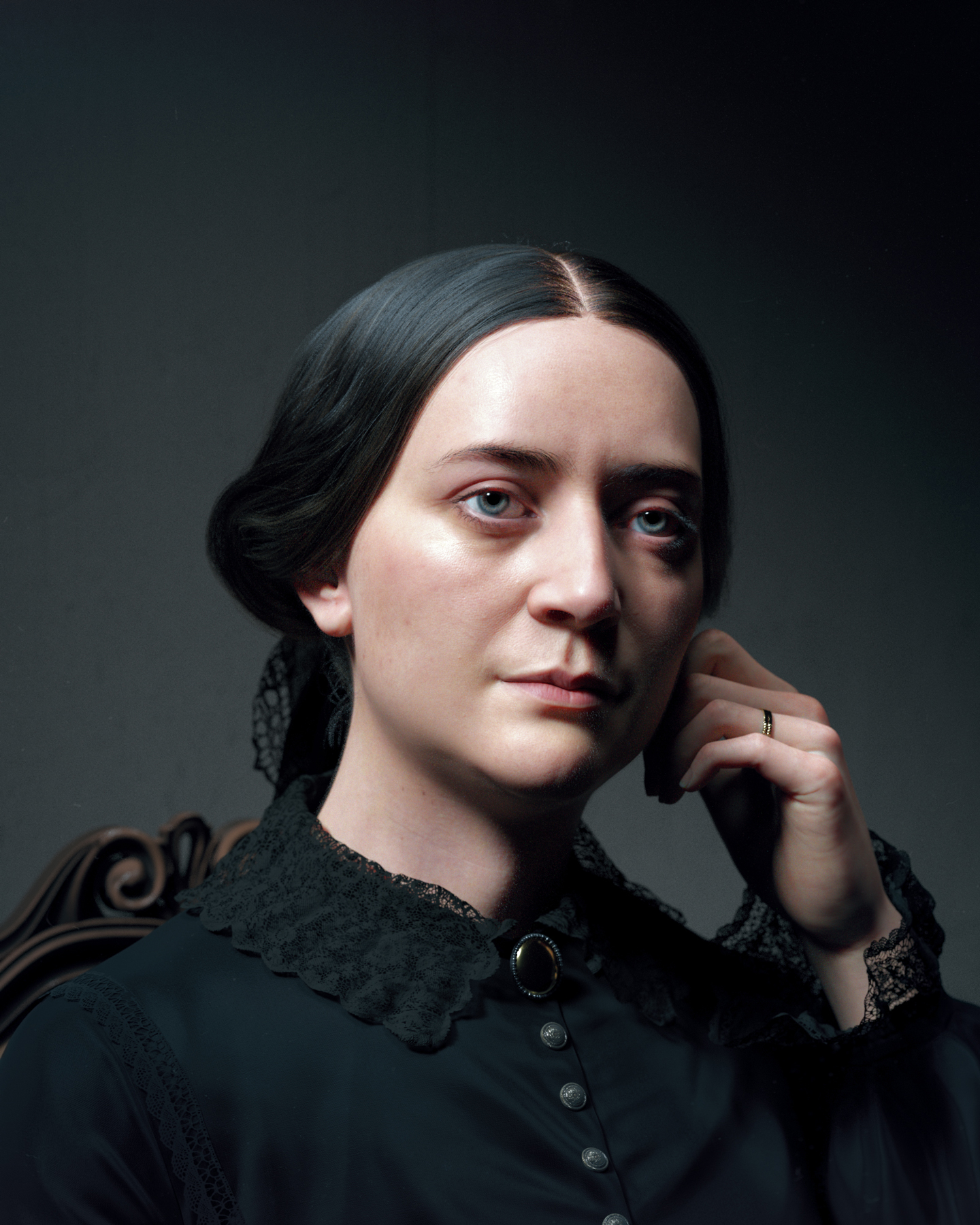
La pianista i compositora Clara Schumann en un retrat de 2020 de Hadi Karimi
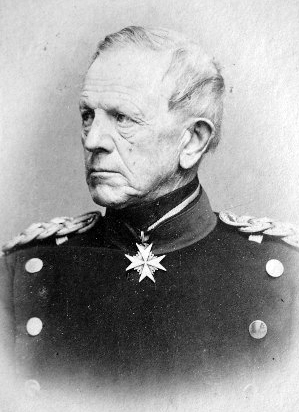
La comtessa Oriola organitzà concerts benèfics amb el mariscal Helmuth von Moltke
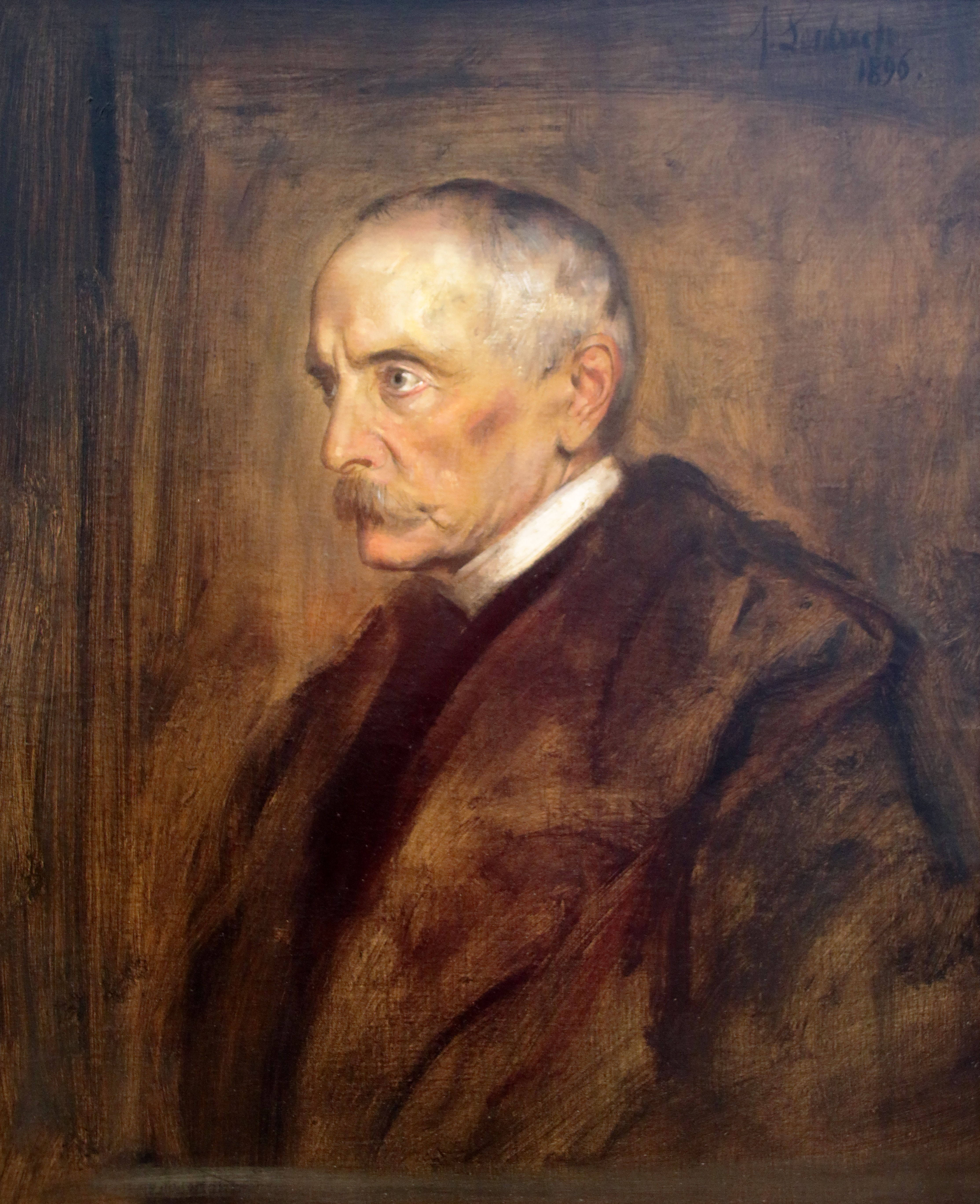
Molt amic de Maxe Oriola: Chlodwig, príncep de Hohenlohe-Schillingsfürst. Pintura de Lenbach, 1896

| - Heinrich Abeken - Ludwig Aegidi - Robert von Benda - Theobald von Bethmann Hollweg - Lujo Brentano - Philipp zu Eulenburg - Rudolf von Gneist - Colmar von der Goltz - Herman Grimm - Ferdinand von Harrach - Hermann von Helmholtz | - Anna von Helmholtz - Bolko von Hochberg - Clodoveu de Hohenlohe-Schillingsfürst - Joseph Joachim - Wolfgang Kapp - Robert von Keudell - Karl Richard Lepsius - Edwin von Manteuffel - Georg von der Marwitz - Paul Meyerheim - Ottmar von Mohl | - Helmuth von Moltke - Eduard von Peucker - Hermann von Schelling - Wilhelm Scherer - Ossip Schubin - Clara Schuman - Hildegard von Spitzemberg - Richard Voß - William Henry Waddington - Anton von Werner - Ernst von Wildenbruch |